# Pedetes surdaster
Pedetes surdaster — второй ныне живущий вид рода долгоноги (Pedetes), составляющее  отдельное семейство грызунов Pedetidae.

## Таксономия
Мнение, что Pedetes surdaster отдельный вид, поддерживали многие зоологи. Окончательно точка в данном вопросе была поставлена  Матти и Робинсоном в 1997 году, показавших генетические, морфологические и этологические различия этого вида и капского долгонога (P. capensis). Кариотип P. capensis из Южной Африки 2n = 38, тогда как у P. surdaster 2n = 40, кроме того их кариотипы имеют некоторые другие различия. 
В отличие от Pedetes capensis, у этого вида срастаются второй и третий шейные позвонки.

## Ареал
Этот вид встречается в центральной и южной Кении и на большей части Танзании. Единственный экземпляр был зарегистрирован в Уганде недалеко от границы с Кенией, на горе Морото. Он обитает от уровня моря до высоты более 2000 м

## Описание
Pedetes surdaster похож на маленького кенгуру и размером с кролика. Он средне-коричневого цвета, с большими стоячими ушами, очень короткими передними ногами и длинными мощными задними ногами. Он движется в пределах до 2 м и имеет длинный хвост, окаймленный черными волосками, что обеспечивает равновесие. Он может сидеть на задних лапах, как белка.

## Экология
Pedetes surdaster ведёт ночной образ жизни и проводит день в обширной системе нор. Он обитает в полузасушливой саванне. В рацион входят зеленые части растений, корни и другие растительные объекты, а иногда и насекомые. 